# Jean Blanchet (relojero)
Jean Blanchet (1767-1852) fue un relojero suizo criado en Lyon (Francia), donde su padre Pierre Blanchet era dueño de una pequeña fábrica de esferas de relojes. Fundó en 1819 la empresa relojera que sigue llevando su nombre, Blanchet.

## Semblanza
Desde su juventud, Jean Blanchet estuvo fascinado por la tradición relojera francesa y suiza. Lanzó su propia empresa de fabricación de relojes en 1789. Desde el principio, su empresa tuvo éxito en toda Europa. Finalmente, creó su propia línea homónima de relojes suizos, Blanchet.
En 1828, Jean Blanchet se casó con Laura Wilson, la hija de un embajador inglés. Un año después, dio a luz a su hijo Yves Blanchet. A los 20 años, Yves decidió ir a la Escuela Real de Relojería (École Royale de l'Horlogerie de Cluses).
Yves se hizo cargo de la empresa en 1852, cuando Jean murió a causa de un accidente. Cuatro años más tarde se trasladó a Coppet, cerca del lago Lemán, para perfeccionar su técnica relojera y poner en marcha su propio negocio " Manufacture d'Horologerie Blanchet & Cie".